# Stadion Oosterpark
Das Stadion Oosterpark war ein Fußballstadion in Groningen, Niederlande.

## Stadion
Die Hinrunde der Saison 2005/06 der Eredivisie war die letzte, in der das Stadion Oosterpark als Heimstätte des Groninger Fußballvereins FC Groningen diente. Der FC Groningen zog in der Winterpause der Saison 2005/06 in das neu errichtete Stadion Euroborg um.
Nach einem Umbau im Jahr 2000 besaß das Stadion eine Kapazität von 12.500 überdachten Sitzplätzen.

## Geschichte
Am 30. September 1933 wurde vom damaligen Groninger Bürgermeister Bloemers der Oostersportpark am Zaagmulderweg feierlich eingeweiht. Die Anlage bestand damals aus einem Fußballplatz, drei Hockeyfeldern und einer Gaststätte. Die Hockeyfelder wurden schon bald zu Fußballplätzen umfunktioniert. 1935 bekam der Hauptplatz die erste überdachte Tribüne, die Platz für 500 Sitzplätze bot.
Ende der 1940er Jahre wurden Wälle um das Spielfeld aufgeschüttet und betoniert, so dass sie als Stehplätze benutzt werden konnten. Die Kapazität des Stadions stieg aufgrund dieser Maßnahme schlagartig auf 10.000. 1951 ließ der Eigentümer der Sportanlage, die Stadt Groningen, außerdem noch eine Flutlichtanlage installieren.
1960 wurde der Oosterpark zu einem echten Stadion. An zwei Seiten wurden große überdachte Tribünen errichtet. Das Stadion bot nun Platz für 18.000 Zuschauer. 1964 erhielt das Gelände offiziell den Namen Stadion Oosterpark. 1982 wurden in den Ecken vier 46 Meter hohe Flutlichtmasten errichtet.
1984 wurde bereits über einen Stadionneubau nachgedacht. Dieses wurde aber zugunsten der 5000 Sitzplätze fassenden Tonny-van-Leeuwen-Tribüne an der Südseite des Stadions aufgegeben. 1988 entstand an der Nordseite die neue Ehrentribüne, mit der die Kapazität auf 22.000 anwuchs. Unter diese Tribüne wurden Spielerkabinen und Büros gebaut. 1992 wurde zusätzlich ein VIP-Bereich geschaffen.
Nach einem Beschluss des KNVB (Koninklijke Nederlandse Voetbal Bond) durften in niederländischen Erstligastadien keine Stehplätze mehr angeboten werden und es mussten zusätzlich besondere Sicherheitsmaßnahmen beachtet werden. Daher musste im Jahr 2000 das Stadion erneut umgebaut werden, so dass es zuletzt ein Fassungsvermögen für 12.500 überdachte Sitzplätze bot.
Am 9. November 2006 gab Piet Fransen (ehemaliger Spieler des FC Groningen) den Startschuss zum Abriss des Stadions. Auf dem Gebiet des ehemaligen Stadions entstand ein Wohngebiet.